# Blues är allt jag har
Blues är allt jag har är den svenske bluesmusikern Rolf Wikströms fjortonde studioalbum som soloartist, utgivet på skivbolaget MNW 1992.

## Låtlista
Där inte annat anges är låtarna skrivna av Rolf Wikström.
1. "Gamle Lightnin'" – 3:14
2. "Reser runt" – 3:38
3. "Kom till mig kvinna" – 4:04
4. "Jag tror jag kommer bli galen" – 5:32
5. "En helvetes vacker kvinna – 3:41
6. "Det bor en hund" – 2:36 (Stefan Sundström)
7. "Behöver nån att älska" – 4:38
8. "Hej å hå" – 3:30
9. "Allt kommer att bli så bra" – 4:00
10. "Jag vill bara älska med dig" – 2:53 (Willie Dixon)
11. "Dina ögons språk" – 5:50
12. "Vecka läggs till vecka" – 4:05
13. "Blues är allt jag har" – 3:54
14. "En helvetes vacker kvinna (blues)" – 3:38

## Medverkande
- Bernt Andersson – munspel, orgel, elpiano (4), piano (13)
- Per-Ola Claesson – cello
- Peter Dahl – mastering
- Ingemar Dunker – (1–5, 7–8, 10–13)
- Backa Hans Eriksson – bas, elbas
- Alm Nils Ersson – viola
- Stephan Foreklid – stråkarrangemang (1, 4, 11)
- Leila Forstén – fiol
- Torbjörn Hedberg – inspelning
- Björn Inge – trummor (1–5, 7–14)
- Peter LeMarc – kör (3, 7)
- Gunilla Markström – fiol
- Totta Näslund – sång (2, 13)
- Pelle Piano – piano, clavichord, orgel (3)
- Kayo Shekoni – sång (3)
- Curt-Åke Stefan – inspelning
- Alar Surna – mixning, slagverk (3, 5, 9), inspelning
- Rolf Wikström – sång, gitarr, producent

## Listplaceringar
| Lista (1992) | Topplacering |
| ------------ | ------------ |
| Sverige      | 12           |

### Fotnoter
1. 1 2  ”Blues är allt jag har”. Svensk mediedatabas. Arkiverad från originalet den 14 februari 2019. https://web.archive.org/web/20190214002659/https://smdb.kb.se/catalog/search?q=Rolf+Wikstr%C3%B6m&x=0&y=0. Läst 8 januari 2013.
2. ↑  Placeringar på den svenska albumlistan